# Harry Dean Stanton
Harry Dean Stanton (West Irvine, Kentucky; 14 de julio de 1926 - Los Ángeles, California; 15 de septiembre de 2017) fue un actor estadounidense. A lo largo de su carrera que abarcó más de seis décadas, Stanton interpretó papeles secundarios en películas de renombre como In the Heat of the Night (1967), La leyenda del indomable (1967), Pat Garrett y Billy the Kid (1973), Alien, el octavo pasajero (1979), Escape from New York (1981), Repo Man (1984), La última tentación de Cristo (1988), Corazón salvaje (1990), Twin Peaks: Fuego camina conmigo (1992), The Straight Story (1999), The Green Mile (1999) o Inland Empire (2006), así como en las series Big Love (2006-2010) y Twin Peaks (2017). Como papel principal, Stanton protagonizó la aclamada cinta de Wim Wenders Paris, Texas (1984) y Lucky (2017), su último papel antes de su muerte.

## Primeros años
Stanton nació en West Irvine, Kentucky, hijo de Ersel Moberly, una peluquera, y Sheridan Harry Stanton, un agricultor del tabaco y barbero. Sus padres se divorciaron cuando Harry estaba en la secundaria; luego se volvieron a casar. Tenía dos hermanos menores, Archie y Ralph, y un medio hermano menor, Stan. Asistió a la Universidad de Kentucky en Lexington, Kentucky, donde estudió periodismo y artes. Allí comenzó a hacer teatro participando en la obra Pygmalion. También estudió en el histórico teatro Pasadena Playhouse de Pasadena, California, donde fue compañero de Tyler MacDuff y Dana Andrews.
Stanton sirvió en la Armada de los Estados Unidos. Trabajó como cocinero en una nave tipo LST (Landing Ship Tank) durante la batalla de Okinawa en la Segunda Guerra Mundial.

## Carrera
Su debut en el mundo del cine fue en la película Tomahawk Trail (1957) y, a partir de ahí, entre los años 1950 y 1960, comenzó a aparecer regularmente en películas bélicas y westerns. Su experiencia en la guerra hacía que los papeles de Stanton en películas de renombre como La leyenda del indomable (1967), Los violentos de Kelly (1970), Dillinger (1973) o Alien, el octavo pasajero (1979) resultasen muy verosímiles. Estas caracterizaciones llamaron la atención a Wim Wenders, que contó con Stanton para el papel protagonista de Travis en el filme Paris, Texas (1984).
Trabajó tanto en películas independientes (Two-Lane Blacktop, Cockfighter, Escape from New York, Repo Man) como en grandes producciones como Cool Hand Luke, El padrino II, Red Dawn, Pretty in Pink, Christine y The Green Mile. Fue actor favorito de directores como Sam Peckinpah, John Milius, David Lynch y Monte Hellman, y además era amigo cercano de Francis Ford Coppola. Tuvo un pequeño papel en La conquista del Oeste (1962), interpretando a un integrante de la banda de Charlie Gant (Eli Wallach).
Su papel más memorable como protagonista fue en Paris, Texas de Wim Wenders. Su papel como Travis, con el que a menudo se le asociaba, en un principio iba a ser interpretado por Sam Shepard. Más tarde iba a ser homenajeado por la banda británica Travis nombrándose la banda al igual que su personaje.
En Lucky, la ópera prima como cineasta de John Carroll Lynch, Harry obtuvo su último papel protagonista, y por esta interpretación fue galardonado de forma póstuma como Mejor Actor en el Festival de Cine de Gijón en 2017.
Stanton era uno de los favoritos del crítico Roger Ebert, quien declaró que "ninguna película con Harry Dean Stanton o M. Emmet Walsh como actores de reparto puede ser mala del todo". Sin embargo, Ebert más tarde admitió que Dream a Little Dream (1989), en donde aparece Stanton, fue una "clara violación" a esta regla.
Sus trabajos en televisión fueron extensos; incluyen ocho participaciones entre 1958 y 1968 en Gunsmoke y cuatro en Rawhide, como también un cameo interpretándose a sí mismo en Two and a Half Men, junto a Sean Penn y Elvis Costello. Desde 2006 interpretó a Roman Grant, el manipulador líder de una secta poligámica en la serie Big Love de HBO.
Tenía una banda llamada "The Harry Dean Stanton Band" en la que tocaba la guitarra. Regularmente tocaba temas de jazz, pop, y tex-mex en la zona de Los Ángeles y en el bar de Hollywood 'Jack's Sugar Shack'. También participó en el vídeo musical Dreaming of You, de Bob Dylan.

## Filmografía seleccionada

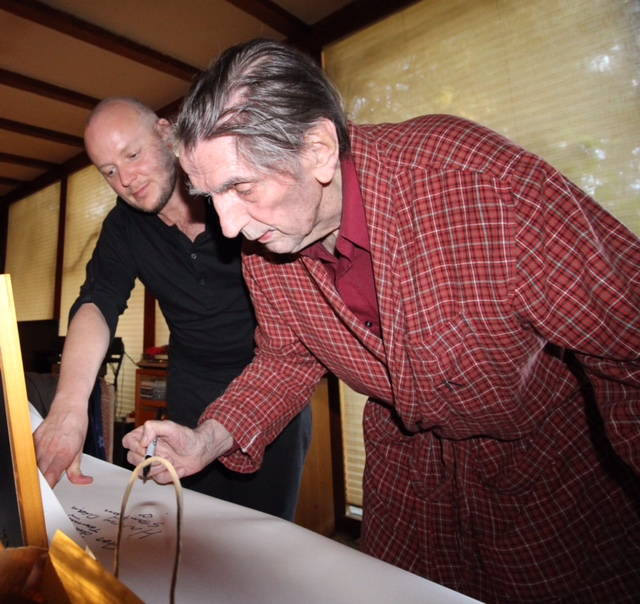
Harry Dean Stanton firmando un autógrafo en 2015.

### Películas
- How the West Was Won (1962) (sin acreditar)
- Ride in the Whirlwind (1966)
- The Hostage (1966)
- In the Heat of the Night (1967) (sin acreditar)
- Cool Hand Luke (1967)
- Day of the Evil Gun (1968)
- The Mini-Skirt Mob (1968)
- Lanton Mills (1969) (cortometraje)
- Kelly's Heroes (1970)
- Two-Lane Blacktop (1971)
- Cisco Pike (1972)
- Dillinger (1973)
- Up in Smoke (1978)
- Pat Garrett & Billy the Kid (1973)
- Where the Lilies Bloom (1974)
- El padrino II (1974)
- Cockfighter (1974)
- Farewell My Lovely (1975)
- The Missouri Breaks (1976)
- Renaldo and Clara (1978)
- Straight Time (1978)
- Wise Blood (1979)
- The Rose (1979)
- Alien, el octavo pasajero (1979)
- Death Watch (1980)
- The Black Marble (1980)
- Private Benjamin (1980)
- UFOria (1981)
- Escape from New York (1981)
- One from the Heart (1982)
- Young Doctors in Love (1982)
- Christine (1983)
- Paris, Texas (1984)
- Red Dawn (1984)
- Repo Man (1984)
- Terror in the Aisles (1984)
- Chrystal (1984)
- The Care Bears Movie (1985)
- One Magic Christmas (1985)
- Fool for Love (1985)
- Pretty in Pink (1986)
- Sin vía de escape (1987)
- The Last Temptation of Christ (1988)
- Stars and Bars (1988)
- Twister (1989)
- Corazón salvaje (1990)
- Twin Peaks: Fire Walk with Me (1992)
- On Deadly Ground (1994)
- Nunca hables con extraños (1995)
- The Band (1995; narrador)
- Down Periscope (1996)
- She's So Lovely (1997)
- Fire Down Below (1997)
- Fear and Loathing in Las Vegas (1998)
- The Mighty (1998)
- The Straight Story (1999)
- The Green Mile (1999)
- The Pledge (2001)
- The Man Who Cried (2001)
- Sonny (2002)
- Straight to Hell: The Alex Cox Collection (2003)
- The Big Bounce (2004)
- The Wendell Baker Story (2005)
- Alien Autopsy (2006)
- You, Me and Dupree (2006) (sin acreditar)
- Inland Empire (2006)
- Alpha Dog (2007)
- The Good Life (2007)
- The Open Road (2008)
- Rango (2011)
- Seven Psychopaths (2012)
- The Avengers (2012)
- The Last Stand (2013)
- 9 Full Moons (2013)
- The Pimp and the Rose (2014)
- Lucky (2017)

### Televisión
- The Lawless Years (1961). NBC. 4 episodios.
- The Law and Mr. Jones (1961). ABC. Como Harry Walker en el episodio "The Enemy".
- Hotel Room (1993). HBO. Como Moe Boca en el episodio "Tricks".
- Dos Hombres y Medio (2004). Como él mismo.
- Big Love (2008-2009). HBO. 37 episodios. Como Roman Grant.
- Alice (2009). Showcase. 2 episodios. Como la oruga.
- Twin Peaks (2017). Showtime. 5 episodios. Como Carl Rodd.

## Premios
Premios Sant Jordi de Cine
| Año  | Categoría                          | Película | Resultado |
| ---- | ---------------------------------- | -------- | --------- |
| 2018 | Mejor actor en película extranjera | Lucky    | Ganador   |